# Lethe margaritae
Lethe margaritae är en fjärilsart som beskrevs av Henry John Elwes 1882. Lethe margaritae ingår i släktet Lethe och familjen praktfjärilar. Inga underarter finns listade i Catalogue of Life.